# ブレイズ (競走馬)
ブレイズ (Blaze) は18世紀中ごろに活躍したイギリスの競走馬、種牡馬である。1751年イギリス首位種牡馬。馬名は、英語で馬の顔の「白い斑」（流星）のこと。
フライングチルダーズ (Flying Childers) の仔で、その主要な産駒である。競走馬としては1738-1740年におそらく7勝。ルイスとニューマーケットのキングズプレート、700ギニーのスウィープステークス（相手はラウンドヘッド〈Roundhead。ラスの半弟〉）などに勝利した。種牡馬としてはサンプソン (Sampson)、スクラブ (Scrub)、グレネーダー (Grenadier) など多数の強豪馬を産出し、1751年のイギリス首位種牡馬を獲得している。とくに有力であったサンプソンは、5つのキングズプレートを獲得したほか、産駒に第1回セントレジャー勝ち馬アラバキュリア (Allabaculia) がいる。サンプソンは体高が15ハンド2インチの大型馬であり、この時代のサラブレッドの中でもっとも大きいと考えられた。また、ブレイズの牝駒にはサイプロン（Cypron。大種牡馬ヘロド〈Herod〉の母）がおり、後世への血統的影響力はここからがもっとも大きい。
1756年にスコートンで死亡。父系はサンプソンからエンジニアー (Engineer)、マンブリノ (Mambrino)、メッセンジャー (Messenger) を通じたラインが受け継がれ、エクリプス (Eclipse) を経由しないダーレイアラビアン (Darley Arabian) 系としては唯一現存する父系である。

## 血統表
| ブレイズの血統（フライングチルダーズ系 / Leedes Arabian 4×4=12.5%） | ブレイズの血統（フライングチルダーズ系 / Leedes Arabian 4×4=12.5%） | ブレイズの血統（フライングチルダーズ系 / Leedes Arabian 4×4=12.5%） | （血統表の出典） | （血統表の出典） |
| 父 Flying Childers 1714年 鹿毛                                      | 父の父Darley Arabian 1700年 鹿毛                                    | 不明                                                                | 不明             | 不明             |
| 父 Flying Childers 1714年 鹿毛                                      | 父の父Darley Arabian 1700年 鹿毛                                    | 不明                                                                | 不明             |                  |
| 父 Flying Childers 1714年 鹿毛                                      | 父の父Darley Arabian 1700年 鹿毛                                    | 不明                                                                | 不明             | 不明             |
| 父 Flying Childers 1714年 鹿毛                                      | 父の父Darley Arabian 1700年 鹿毛                                    | 不明                                                                | 不明             |                  |
| 父 Flying Childers 1714年 鹿毛                                      | 父の母Betty Leedes 鹿毛                                             | Old Careless 1692年                                                 | Spanker          | Spanker          |
| 父 Flying Childers 1714年 鹿毛                                      | 父の母Betty Leedes 鹿毛                                             | Old Careless 1692年                                                 | Barb Mare        |                  |
| 父 Flying Childers 1714年 鹿毛                                      | 父の母Betty Leedes 鹿毛                                             | Cream Cheeks （月毛？）                                             | Leedes Arabian   | Leedes Arabian   |
| 父 Flying Childers 1714年 鹿毛                                      | 父の母Betty Leedes 鹿毛                                             | Cream Cheeks （月毛？）                                             | Spanker Mare     |                  |
| 母 Confederate Filly 1720年                                         | 母の父Grey Grantham 1714年 芦毛                                     | Brownlow Turk 芦毛                                                  | 不明             | 不明             |
| 母 Confederate Filly 1720年                                         | 母の父Grey Grantham 1714年 芦毛                                     | Brownlow Turk 芦毛                                                  | 不明             |                  |
| 母 Confederate Filly 1720年                                         | 母の父Grey Grantham 1714年 芦毛                                     | Grey Grantham Dam 1710年                                            | 不明             | 不明             |
| 母 Confederate Filly 1720年                                         | 母の父Grey Grantham 1714年 芦毛                                     | Grey Grantham Dam 1710年                                            | 不明             |                  |
| 母 Confederate Filly 1720年                                         | 母の母Black Barb Mare                                               | Rutland's Black Barb                                                | 不明             | 不明             |
| 母 Confederate Filly 1720年                                         | 母の母Black Barb Mare                                               | Rutland's Black Barb                                                | 不明             |                  |
| 母 Confederate Filly 1720年                                         | 母の母Black Barb Mare                                               | Bright's Roan Mare                                                  | Leedes Arabian   | Leedes Arabian   |
| 母 Confederate Filly 1720年                                         | 母の母Black Barb Mare                                               | Bright's Roan Mare                                                  | 不明 F-No.61     |                  |